# Prolasius hellenae
Prolasius hellenae är en myrart som beskrevs av Mcareavey 1947. Prolasius hellenae ingår i släktet Prolasius och familjen myror. Inga underarter finns listade i Catalogue of Life.